# Sân vận động Lusail Iconic
Sân vận động Lusail Iconic (tiếng Ả Rập: استاد لوسيل) hoặc Sân vận động Quốc gia Lusail (tiếng Ả Rập: ملعب لوسيل الدولي), là một sân vận động bóng đá ở Lusail, Qatar. Thuộc sở hữu của Hiệp hội bóng đá Qatar, đây là sân vận động lớn nhất ở Qatar và là một trong tám sân vận động được xây dựng cho Giải vô địch bóng đá thế giới 2022, nơi diễn ra trận chung kết giữa Argentina và Pháp vào ngày 18 tháng 12 năm 2022.
Sân vận động nằm cách Doha khoảng 20 kilômét (12 dặm) về phía bắc. Sân vận động Lusail được khánh thành vào ngày 9 tháng 9 năm 2022 với trận Siêu cúp Lusail.

## Xây dựng

Sân vận động đang xây dựng năm 2020

Quá trình thu mua đất để xây dựng sân vận động được bắt đầu vào năm 2014. Sân vận động được xây dựng dưới sự liên doanh của HBK Contracting (HBK) và Tập đoàn Xây dựng Đường sắt Trung Quốc (CRCC).

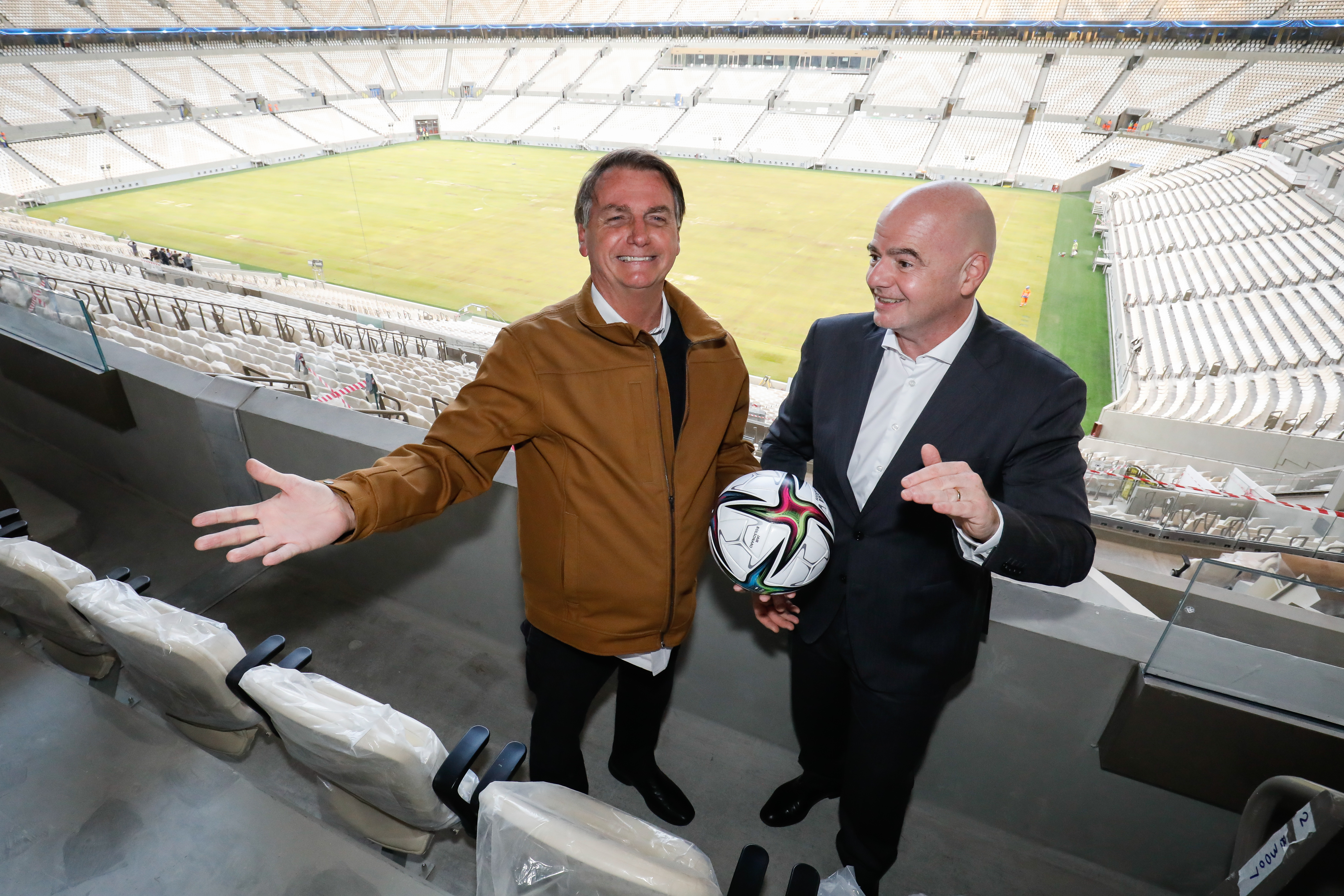
Jair Bolsonaro và Gianni Infantino tại Sân vận động năm 2021

Sân được thiết kế bởi công ty Foster + Partners của Anh, và Populous. Sân có sức chứa 80.000 chỗ ngồi. Giống như các sân vận động khác được xây dựng cho World Cup 2022, Sân vận động Lusail sẽ được làm mát bằng năng lượng mặt trời và có lượng khí thải carbon bằng không.
Công việc xây dựng sân vận động được bắt đầu vào ngày 11 tháng 4 năm 2017. Sân dự kiến hoàn thành vào năm 2020. Sau đó, nơi đây sẽ tổ chức ba trận đấu giao hữu cho đến khi World Cup 2022 diễn ra, nhưng do thời điểm hoàn thành sân vận động bị lùi lại nên sân sẽ tổ chức 10 trận đấu, bao gồm cả trận chung kết.
Sau World Cup, sân dự kiến sẽ được cấu hình lại thành một sân vận động có sức chứa 40.000 chỗ ngồi. Chỗ ngồi thừa sẽ bị loại bỏ, và các phần khác của sân vận động sẽ được chuyển đổi thành một không gian công cộng với các cửa hàng, quán cà phê, cơ sở thể thao và giáo dục, và một phòng khám sức khoẻ.
Giống như các sân vận động khác được xây dựng cho Giải vô địch bóng đá thế giới 2022, Sân vận động Lusail đã nhận được xếp hạng năm sao vào ngày 16 tháng 8 năm 2022 cho thiết kế và xây dựng từ GSAS.
Một cuộc điều tra năm 2021 của The Guardian tiết lộ rằng hơn 6.500 công nhân nhập cư từ Bangladesh, Ấn Độ, Pakistan, Nepal và Sri Lanka đã chết từ năm 2010 đến 2020 trong quá trình xây dựng các địa điểm tổ chức World Cup ở Qatar. Các số liệu do The Guardian sử dụng không bao gồm nghề nghiệp hoặc nơi làm việc nên những cái chết không thể chắc chắn liên quan đến chương trình xây dựng World Cup. Nhận xét về cuộc điều tra, Construction News nhắc lại – trước hết – một cuộc điều tra BBC Newsnight năm 2014 tuyên bố những người lao động nhập cư được Carillion tuyển dụngcác nhà thầu phụ ở Qatar bị buộc phải làm việc trong điều kiện không an toàn và bị giữ lại tiền lương, và – thứ hai – một báo cáo năm 2019 của Trung tâm Tài nguyên Doanh nghiệp và Nhân quyền cho thấy các công ty xây dựng làm việc ở Qatar và UAE đã “thất bại” trong việc bảo vệ quyền của người lao động – các công ty bao gồm công ty con cũ của Carillion là Al-Futtaim Carillion, Interserve, Laing O'Rourke, Multiplex và Vinci QDVC.

## Các hoạt động thể thao

### Lusail Super Cup
Vào ngày 9 tháng 9 năm 2022, Sân vận động Lusail đã tổ chức Siêu cúp Ả Rập Xê Út-Ai Cập, một giải đấu được dùng để chuẩn bị cho vòng chung kết Giải vô địch bóng đá thế giới, được tổ chức giữa hai đội Al Hilal, nhà vô địch Ả Rập Xê Út mùa giải 2021–22 và Zamalek, nhà vô địch Ai Cập mùa giải 2021–22, trước sự chứng kiến của 77.575 khán giả. Hai bên hòa nhau 1–1, với chiến thắng 4–1 của Al Hilal sau loạt sút luân lưu.

### Giải vô địch bóng đá thế giới 2022
Sân vận động Lusail đã tổ chức 10 trận đấu trong khuôn khổ Giải vô địch bóng đá thế giới 2022, bao gồm cả trận chung kết.
| Ngày                 | Giờ địa phương | Đội số 1    | Kết quả        | Đội số 2    | Vòng đấu    | Khán giả |
| -------------------- | -------------- | ----------- | -------------- | ----------- | ----------- | -------- |
| 22 tháng 11 năm 2022 | 13:00          | Argentina   | 1–2            | Ả Rập Xê Út | Bảng C      | 88,012   |
| 24 tháng 11 năm 2022 | 22:00          | Brasil      | 2–0            | Serbia      | Bảng G      | 88,103   |
| 26 tháng 11 năm 2022 | 22:00          | Argentina   | 2–0            | México      | Bảng C      | 88,966   |
| 28 tháng 11 năm 2022 | 22:00          | Bồ Đào Nha  | 2–0            | Uruguay     | Bảng H      | 88,668   |
| 30 tháng 11 năm 2022 | 22:00          | Ả Rập Xê Út | 1–2            | México      | Bảng C      | 84,985   |
| 2 tháng 12 năm 2022  | 22:00          | Cameroon    | 1–0            | Brasil      | Bảng G      | 85,986   |
| 6 tháng 12 năm 2022  | 22:00          | Bồ Đào Nha  | 6–1            | Thụy Sĩ     | Vòng 16 đội | 83,268   |
| 9 tháng 12 năm 2022  | 22:00          | Hà Lan      | 2–2 (3–4 pen.) | Argentina   | Tứ kết      | 88,235   |
| 13 tháng 12 năm 2022 | 22:00          | Argentina   | 3–0            | Croatia     | Bán kết     | 88,966   |
| 18 tháng 12 năm 2022 | 18:00          | Argentina   | 3–3 (4–2 pen.) | Pháp        | Chung kết   | 88,966   |

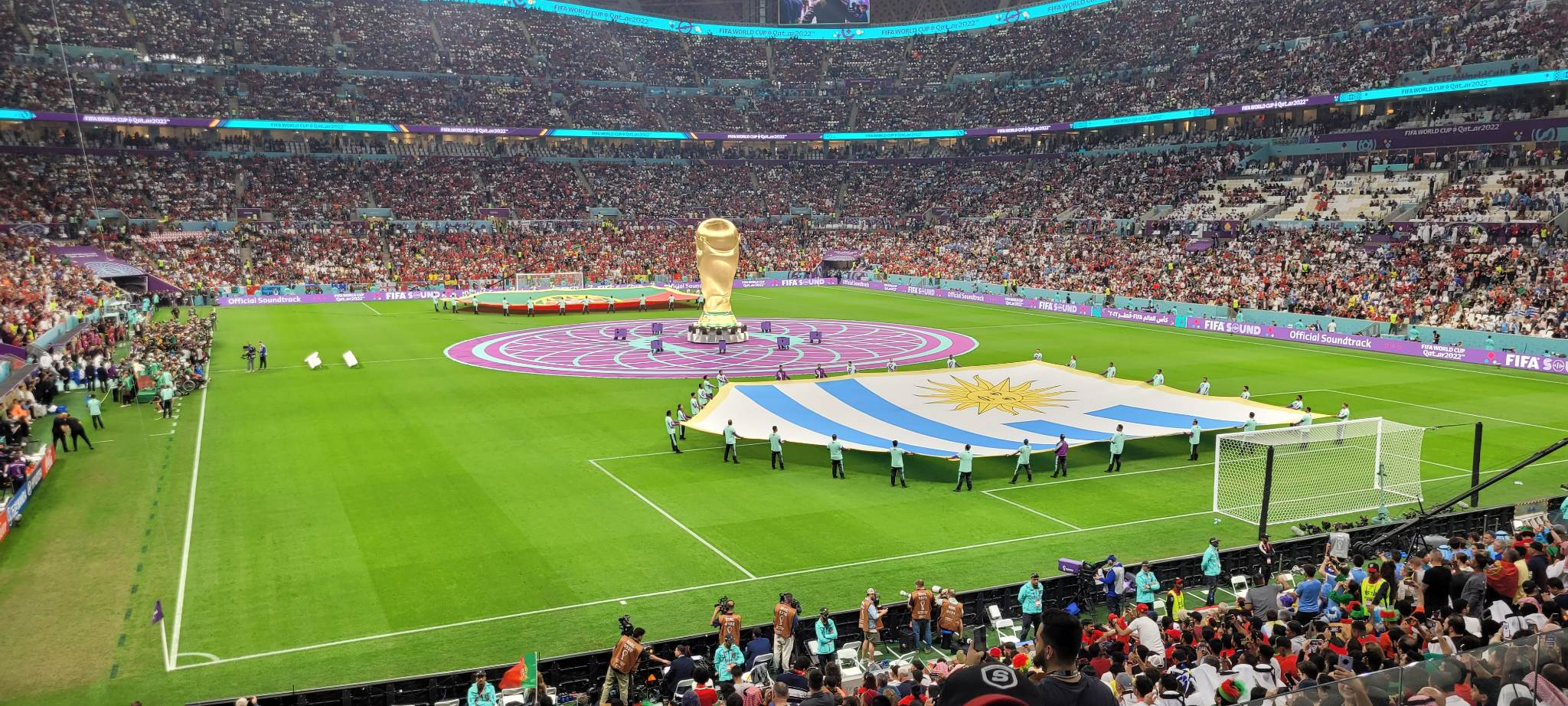
Sân vận động trước trận Uruguay vs Bồ Đào Nha

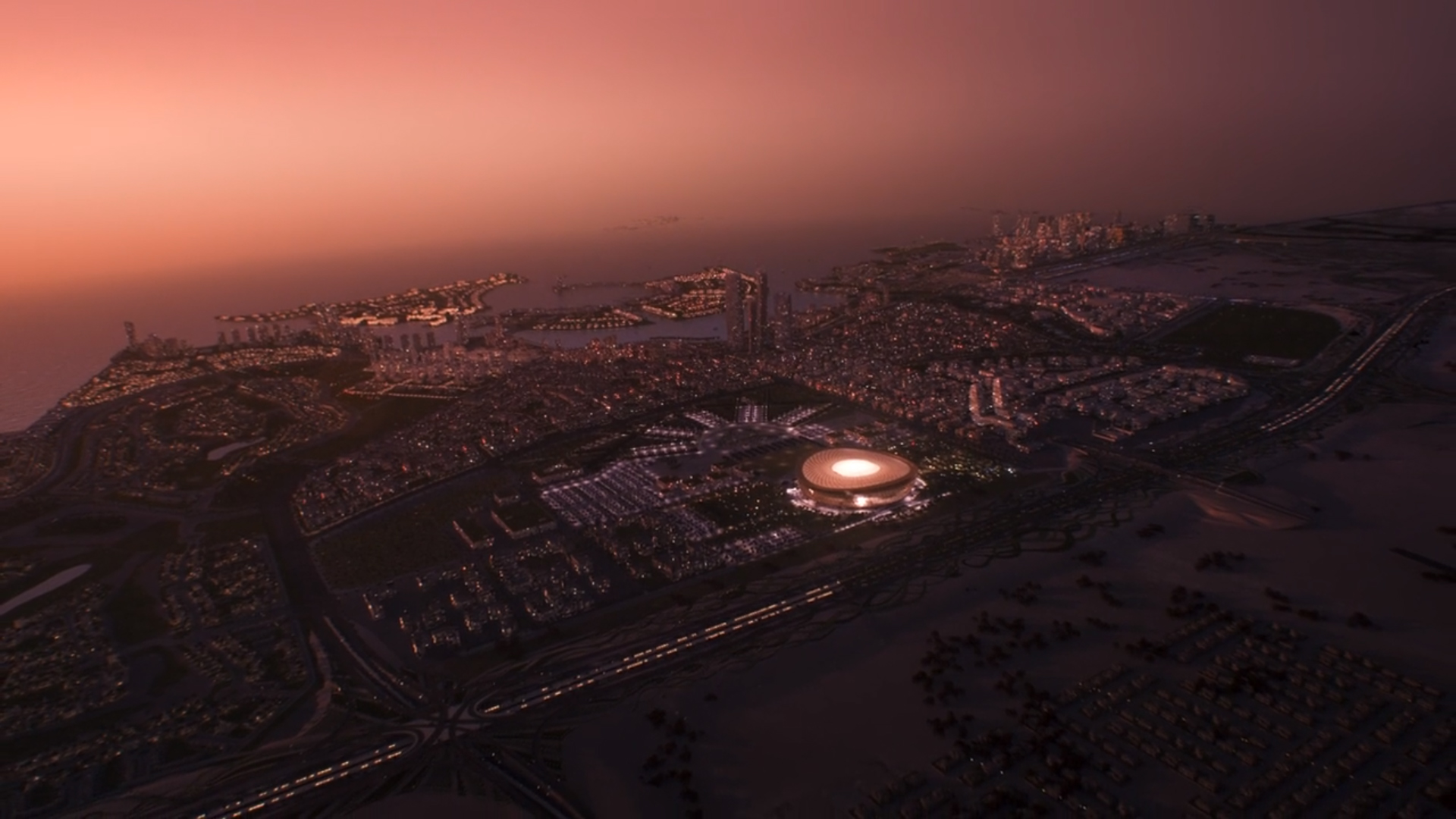
Bản vẽ của Sân vận động Lusail và khu vực xung quanh

Trong thời gian diễn ra World Cup, nhà báo người Mỹ Grant Wahl đã qua đời tại sân vận động trong lúc đang đưa tin về trận đấu tứ kết giữa Hà Lan và Argentina. Nguyên nhân cái chết là do chứng phình động mạch. Sau đó, ngày 10 tháng 12 năm 2022, một nhân viên người Kenya đã rơi xuống từ tầng 8 của sân vận động. Anh qua đời chỉ 3 ngày sau đó.

### Asian Cup 2023
Sân vận động Lusail tổ chức 2 trận đấu ở Asian Cup 2023, đó là 2 trận đấu khai mạc và chung kết.
| Ngày                | Giờ   | Đội    | Kết quả | Đội   | Vòng đấu  | Khán giả |
| ------------------- | ----- | ------ | ------- | ----- | --------- | -------- |
| 12 tháng 1 năm 2024 | 19:00 | Qatar  | 3–0     | Liban | Bảng A    | 82,490   |
| 10 tháng 2 năm 2024 | 18:00 | Jordan | 1–3     | Qatar | Chung kết | 86,492   |